# Krama

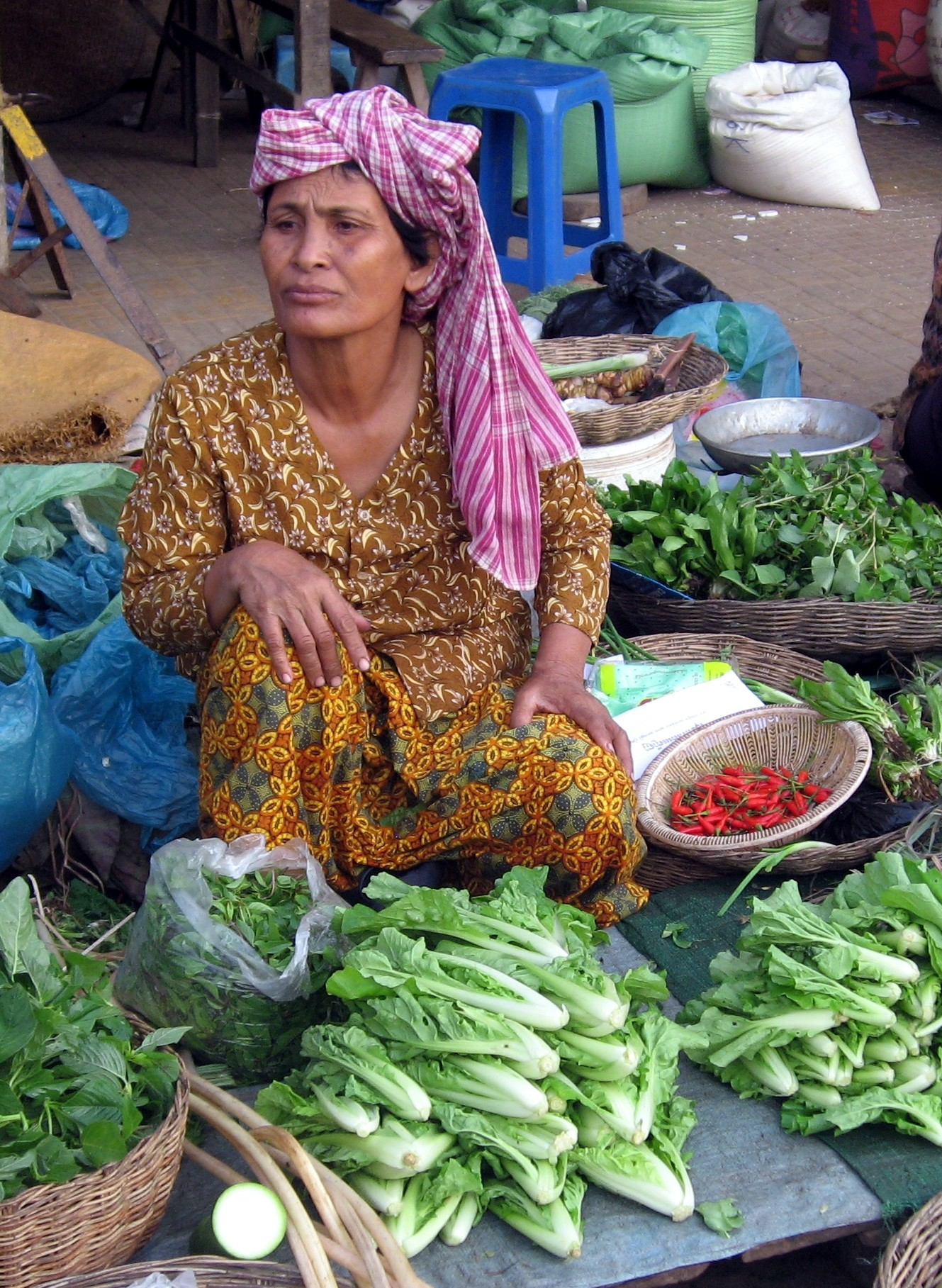
Cambogiana con un krama avvolto come turbante sul capo.

Il krama (in khmer ក្រមារ) è un accessorio di abbigliamento tradizionale cambogiano. Si tratta di una larga e robusta sciarpa o scialle che può essere utilizzato come bandana, per coprire il viso, trasportare pesi o a scopo puramente ornamentale. È utilizzato da uomini e donne di ogni età.
Può essere tessuto in cotone o seta e può presentare motivi anche elaborati, ma il più comune è il vichy, di solito in rosso o blu.
I Khmer rossi ne fecero un uso distintivo: mentre in colore rosso faceva parte della loro divisa informale (assieme al vestito in cotone nero in foggia di pigiama), facevano indossare a coloro che ritenevano nemici della rivoluzione e occidentalizzati uno azzurro, che costituiva una sentenza di morte quasi certa.